# Nešri
Mevlânâ Mehmed Neşri ali krajše Neşri (osmanskoturško نشري‎) je bil osmanski zgodovinar, viden predstavnik zgodnjega osmanskega zgodovinopisja, * okoli 1450, † 1520.
O Nešriju je zelo malo znanega, kar kaže, da ni bil glavna literarna osebnost svojega časa. Primarni viri ga omenjajo s skromnim naslovom muderris (učitelj), kar tudi kaže, da ni bil na kakšnem visokem položaju. Znan je kot avtor univezalne zgodovine "Cihan-Nümâ" ali "Kosmorama". Ohranjenih je samo šest delov in zadnji del Kozmorame. Pisanje je verjetno zaključil konec 1480. ali na začetku 1490. let. V njem je zbral veliko različnih podatkov znanih in neznanih avtorjev. 
Bil je priča smrti sultana Mehmeda II. leza 1481 in upora janičarjev po njegovi smrti. Nekaj delov njegovega besedila temelji na delu Ašik Paša-Zade, drugega predstavnika zgodnjega osmanskega zgodovinopisja. 